# Hugo Robles Robles
Hugo Orlando Robles Robles (Vallenar, el 3 de julio de 1915-Antofagasta, el 24 de junio de 1999), fue un obrero del salitre y dirigente político.

## Primeros años de vida
Hijo de don Ernesto Robles y doña María Lusa Robles. Estudió en la Escuela Primaria N.°1 de Vallenar y posteriormente se dedica por doce años consecutivos a la industria salitrera, en las oficinas de Alianza Blac, en Potrerillos y la Oficina salitrera Pedro de Valdivia, desde 1940.

### Matrimonio e hijos
Casado con Juana Ermila Pinto Pinto, con quien tuvo 5 hijos: René, Sergio, Luis, Olga y Dora. 

## Vida pública
Las actividades políticas las inició en el Sindicato Obrero de la Oficina salitrera Pedro de Valdivia. Más adelante asumió la secretaría provincial de la Central Única de Trabajadores -CUT-, luego fue dirigente nacional de la misma.
Regidor de la Municipalidad de Antofagasta (1947-1950). Simultáneamente, ocupó el puesto de secretario de la Confederación de Trabajadores de Chile, CTCH, de Antofagasta. 
Se integró luego al Partido Comunista, militancia que le costó ser relegado en 1957 a Pisagua, de donde arrancó. En 1958 fue nuevamente enviado a Putre y a Capitán Pastene (en el sur).
Diputado por Antofagasta, Taltal y Tocopilla por cuatro períodos consecutivos (1961-1965, 1965-1969, 1969-1973 y 1973). Integró las comisiones permanentes de Trabajo y Legislación Social; Asistencia Médico Social e Higiene y la de Gobierno Interior y Seguridad Social. Además de la Comisión Especial de Salitre (1962).
En 1973 era miembro del Comité Central del Partido Comunista cuando vino el golpe de Estado del 11 de septiembre de 1973, que puso término anticipado al período legislativo, por medio del D.L. N.° 27 del 21 de septiembre de 1973, que disolvió el Congreso Nacional.
Fue perseguido por la dictadura y marchó al exilio en 1974 y retornó a Chile en 1990, fue candidato a concejal en las elecciones municipales de 1992 y 1996 no resultando electo.

### Reconocimientos
Una calle de Antofagasta lleva su nombre.

## Historia electoral

### Elecciones parlamentarias de 1965
- Elecciones Parlamentarias de 1965 a Diputados para la 2° Agrupación Departamental (Antofagasta, Tocopilla, El Loa y Taltal). Período 1965-1969 (Fuente: Dirección del Registro Electoral, domingo 7 de marzo de 1965)

| Candidato                 | Partido | Votos  | % | Resultado |
| ------------------------- | ------- | ------ | - | --------- |
| Eduardo Clavel Amión      | PR      | 8143   |   | Diputado  |
| Hugo Robles Robles        | PC      | 6768   |   | Diputado  |
| Víctor Galleguillos Clett | PC      | 6237   |   | Diputado  |
| Juan Argandoña Cortés     | PDC     | 6390   |   | Diputado  |
| Santiago Gajardo Peillard | PDC     | 12 291 |   | Diputado  |
| Ernesto Corvalán Sánchez  | PDC     | 3639   |   | Diputado  |
| Ramón Silva Ulloa         | PS      | 11 034 |   | Diputado  |

### Elecciones parlamentarias de 1969
- Elecciones Parlamentarias de 1969 para la 2ª Agrupación Departamental, Antofagasta.[1]

| Candidato                     | Pacto                    | Partido | Votos  | % | Resultado |
| ----------------------------- | ------------------------ | ------- | ------ | - | --------- |
| Eduardo Clavel Amión          | PR                       | PR      | 10 410 | - | Diputado  |
| Hugo Robles Robles            | Frente de Acción Popular | PC      | 8715   | - | Diputado  |
| Juan Floreal Recabarren Rojas | PDC                      | PDC     | 6308   | - | Diputado  |
| Juan Argandoña Cortes         | PDC                      | PDC     | 4964   | - | Diputado  |
| Pedro Araya Ortiz             | PDC                      | PDC     | 3999   | - | Diputado  |
| Mario Riquelme Muñoz          | Frente de Acción Popular | PC      | 3862   | - | Diputado  |
| Rubén Soto Gutiérrez          | PR                       | PR      | 2310   | - | Diputado  |

### Elecciones parlamentarias de 1973
- Elecciones parlamentarias de 1973 - Diputados para la 2° Agrupación Departamental (Antofagasta, Tocopilla, El Loa y Taltal)

| Candidato                     | Pacto | Partido | Votos   | %     | Resultado |
| ----------------------------- | ----- | ------- | ------- | ----- | --------- |
| Pedro Araya Ortiz             | CODE  | PDC     | 9847    | 9,10  | Diputado  |
| Cesáreo Castillo Michea       | CODE  | PDC     | 11 654  | 10,77 | Diputado  |
| Juan Floreal Recabarren Rojas | CODE  | PDC     | 8904    | 8,23  |           |
| Eduardo Clavel Amión          | CODE  | PIR     | 2534    | 2,34  |           |
| Aníbal Rodríguez Correa       | CODE  | PN      | 4518    | 4,18  |           |
| Arturo Alessandri Besa        | CODE  | PN      | 14 618  | 13,51 | Diputado  |
| Carlos Carmona Álvarez        | CODE  | PADENA  | 141     | 0,13  |           |
| Rubén Soto Gutiérrez          | UP    | PR      | 8078    | 7,47  | Diputado  |
| Domingo Claps Gallo           | UP    | PS      | 13 678  | 12,64 | Diputado  |
| Alejandro Rodríguez Rodríguez | UP    | PS      | 7303    | 6,75  |           |
| Vilma Rojas Alfaro            | UP    | PC      | 12 132  | 11,21 | Diputada  |
| Hugo Robles Robles            | UP    | PC      | 11 854  | 10,96 | Diputado  |
| Cosme Morgado                 | UP    | IND     | 1397    | 1,29  |           |
| Leonardo Jeffs Castro         | UP    | IND     | 319     | 0,29  |           |
| Carlos Alfaro Olivares        |       | USOPO   | 451     | 0,42  |           |
| Osvaldo Carrasco Salfate      |       | USOPO   | 85      | 0,08  |           |
| Enrique Campdelacreu Barrios  |       | USOPO   | 152     | 0,14  |           |
| Eulogio Moyano Moyano         |       | USOPO   | 399     | 0,37  |           |
| Óscar Eugenio Veloso Novoa    |       | USOPO   | 126     | 0,12  |           |
| Total de votos válidos        |       |         | 108 190 |       |           |

Fuente: El Mercurio, 6 de marzo de 1973